# اما واتسون
اِما شارلوت دوئر واتسون (انگلیسی: Emma Charlotte Duerre Watson؛ زادهٔ ۱۵ آوریل ۱۹۹۰) بازیگر انگلیسی است. او برای نقش‌آفرینی‌هایش در بلاکباسترها و فیلم‌های مستقل و نیز کنشگری در زمینهٔ حقوق زنان شناخته شده‌است. نام واتسون از سوی فوربز و ونتی فر در میان رتبه‌بندی پردرآمدترین بازیگران زن جهان قرار گرفته‌است. مجلهٔ تایم در سال ۲۰۱۵ از او به عنوان یکی از ۱۰۰ فرد دارای بیشترین تأثیر در جهان یاد کرد.
واتسون در مدرسهٔ دراگون شرکت کرد و بازیگری را در شعبهٔ آکسفورد هنرهای تئاتر استیج‌کوچ آموزش دید. او در کودکی پس از اولین بازی حرفه‌ای خود در نقش هرماینی گرنجر در مجموعه فیلم‌های هری پاتر به شهرت رسید. واتسون همچنین در اقتباس تلویزیونی رمان کفش‌های باله در سال ۲۰۰۷ بازی کرد و صداپیشهٔ افسانه دسپرو (۲۰۰۸) بود. پس از فیلم نهایی هری پاتر در سال ۲۰۱۱، او در هفته‌ای که با مریلین گذراندم (۲۰۱۱) نقش مکمل را بازی کرد و سپس با بازی در نقش دانش‌آموزی مورد توجه در مزایای گوشه‌گیر بودن (۲۰۱۲) مورد تحسین قرار گرفت. او برای به تصویر کشیدن الکسیس هاینز در حلقه بلینگ (۲۰۱۳) و دختر پذیرفته‌شدهٔ نوح در حماسی انجیلی نوح (۲۰۱۴) تحسین بیشتری را به خود جلب کرد. در همان سال، واتسون از سوی آکادمی هنرهای فیلم و تلویزیون بریتانیا مورد تقدیر قرار گرفت و برندهٔ جایزهٔ هنرمند سال بریتانیا شد. در سال ۲۰۱۷، او نقش بل را در فانتزی رمانتیک موزیکال دیو و دلبر ایفا کرد که در میان پرفروش‌ترین فیلم‌های تاریخ قرار گرفته‌است. در سال ۲۰۱۹، او نقش مگ مارچ را در درام زنان کوچک ایفا کرد.
واتسون از سال ۲۰۱۱ تا ۲۰۱۴ زمان خود را میان کار بر روی فیلم و ادامه تحصیل تقسیم کرد و در مهٔ ۲۰۱۴ با مدرک کارشناسی ادبیات انگلیسی از دانشگاه براون فارغ‌التحصیل شد. در همان سال، او به عنوان سفیر حسن نیت سازمان ملل منصوب شد و به راه‌اندازی کمپین سازمان ملل متحد هرفورشی، که از برابری جنسیتی حمایت می‌کند، کمک کرد. در سال ۲۰۱۸، او به راه‌اندازی دیگر بس است بریتانیا به عنوان یکی از اعضای مؤسس کمک کرد. واتسون در سال ۲۰۱۹ با مشورت از رهبران در زمینهٔ سیاست خارجی به عنوان یکی از گروه مشورتی هفت برای حقوق زنان منصوب شد. حرفهٔ مدلینگ او شامل کمپین‌هایی برای بربری، لانکوم و پرادا بوده‌است. در سال ۲۰۲۰، او به عنوان مدافع مد سازگار با محیط زیست به هیئت مدیرهٔ کرینگ پیوست.

## اوایل زندگی

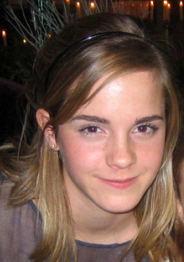
واتسون در نوجوانی

اِما شارلوت دوئر واتسون، در تاریخ ۱۵ آوریل ۱۹۹۰ در پاریس، فرانسه به دنیا آمد. مادر او ژاکلین لوسبی و پدرش کریس واتسون بودند که هر دوی آن‌ها شغل وکالت داشتند و اهل کشور انگلستان بودند.
یکی از مادربزرگان اما اهل فرانسه بود. اِما تا ۵ سالگی در فرانسه بزرگ شد و قبل از آن که به همراه مادر و برادر کوچک‌ترش، الکس به آکسفوردشر، انگلستان (به انگلیسی: Oxfordshire) نقل مکان کند، پدر و مادرش از هم جدا شده بودند.
واتسون از ۶ سالگی به بازیگری علاقه پیدا کرد و برای چند سال در شعبه تئاتر هنر استیج‌کوچ شهر آکسفورد آموزش دید و به صورت پاره وقت در تئاتر مدرسه‌ای که در آن درس می‌خواند به بازیگری، رقص و خوانندگی پرداخت.
واتسون تا سن ۱۰ سالگی، تنها در نقش اول نمایش‌های مدرسه‌اش مانند آرتور: سال‌های جوانی و شاهزادهٔ خوشحال بازی کرده بود اما هیچ‌گاه به صورت حرفه‌ای بازی‌ای انجام نداده بود. فعالیت‌های دیگر او در مدرسه مسابقه دیسی پرت پوئتری کمپتیشن بود که در سن ۷ سالگی توانست نفر اول در گروه سنی خودش شود.

## حرفه

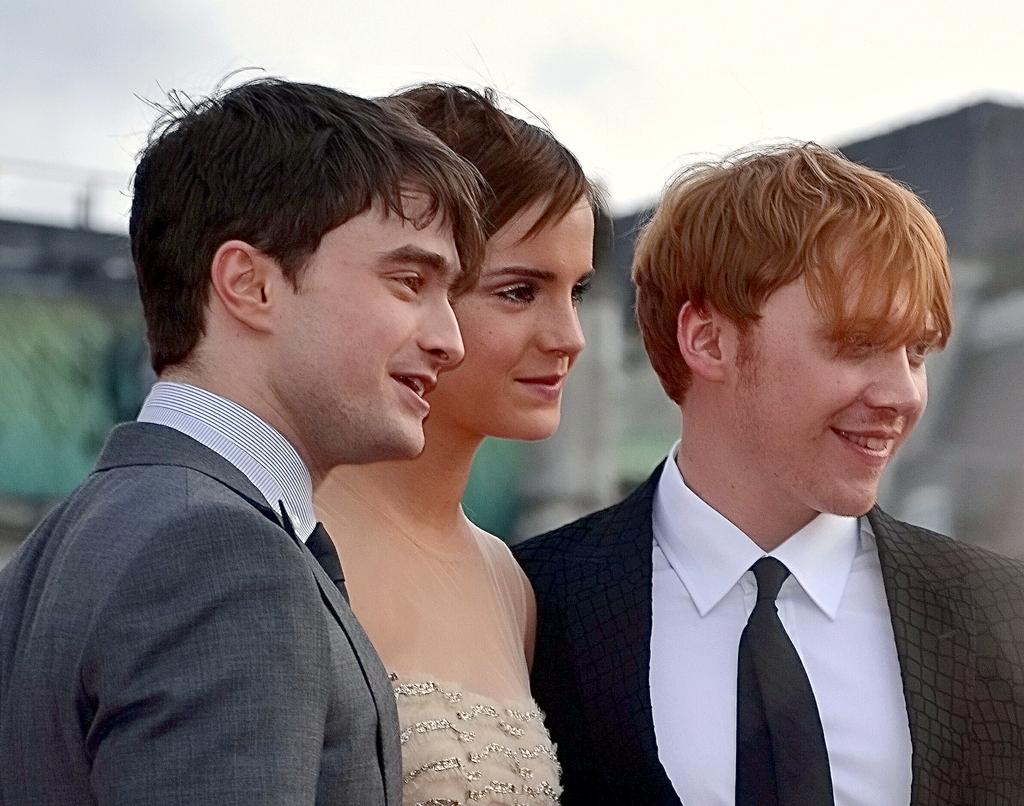
دنیل ردکلیف، اما واتسون و روپرت گرینت در افتتاحیه قسمت دوم یادگاران مرگ در لندن در ژوئیه ۲۰۱۱

واتسون در ۹ سالگی برای بازی در نقش هرماینی گرنجر انتخاب شد. او پیش از این نمایش‌های مدرسه‌ای را اجرا می‌کرد. از سال ۲۰۰۱ تا ۲۰۱۱ او در کنار دنیل ردکلیف و روپرت گرینت در ۸ فیلم هری پاتر بازی کرده‌است. واتسون با بازی در مجموعهٔ هری پاتر توانسته‌است چندین جایزه و و بیش از ۱۰ میلیون پوند درآمد داشته باشد.
در سال ۲۰۰۷، واتسون در دو کار غیر هری پاتری نیز ایفای نقش کرد که یکی از آن‌ها فیلم کفش‌های باله که اقتباس تلویزیونی از یک رمان و دیگری فیلم پویانمایی با نام افسانهٔ دسپرو است. کفش‌های باله در ۲۶ دسامبر ۲۰۰۷ با ۵٫۲ میلیون مخاطب پخش شد، و داستان دسپرو بر اساس رمانی با همین نام به قلم کیت دیکامیلو در تاریخ ۲۰۰۸ با فروش جهانی ۷۰ میلیونی خود روبرو شد.

### مجموعه هری پاتر
در سال ۱۹۹۹ واتسون نقش هرماینی گرنجر در فیلم هری پاتر و سنگ جادو را بازی کرد پس از این، در فیلم‌های هری پاتر و تالار اسرار، هری پاتر و زندانی آزکابان، هری پاتر و جام آتش و هری پاتر و محفل ققنوس نیز شرکت داشت. طرفداران هری پاتر نظرات متفاوتی دربارهٔ بازی واتسون به عنوان هرماینی گرنجر دارند. عده‌ای اعتقاد دارند که او برای این نقش بسیار مناسب است و عده‌ای دیگر معتقدند که واتسون توانایی نمایش سستی‌ها و عیب‌های گرنجر را ندارد. شکایت عده دیگر از زیبایی او است؛ زیرا شخصیت گرنجر با توجه به نوشته‌های جی کی رولینگ کاملاً ساده است.

### بازی در فیلم‌های دیگر

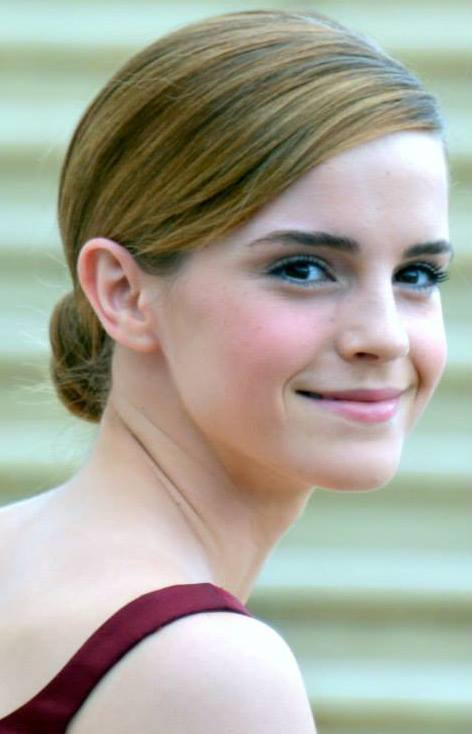
واتسون در سال ۲۰۱۳

در سال ۲۰۰۷ اِما برای اولین بار بازی در فیلمی غیر از هری پاتر را تجربه کرد و در فیلم تلویزیونی کفش‌های باله نقش پائولین فوسیل را بازی کرد؛ و در یک سال بعد در انیمیشن افسانهٔ دسپرو حضور یافت و نقش شاهزاده پی را دوبله کرد. همچنین پس از آن، در فیلم هفته‌ای که با مریلین گذراندم در نقش لوس» مشغول به کار شد. وی در فیلم مزایای سر به زیر بودن نیز بازی کرده‌است. در فیلم حلقه بلینگ (۲۰۱۳)، واتسون در نقش نیکی ظاهر شد. این فیلم بر اساس حوادث واقعی گروه سارق حلقهٔ بلینگ ساخته شده‌است. در این فیلم اِما یک نسخه ساختگی از شخصیت الکسیس نیرسا را که یک شخصیت تلویزیونی و یکی از هفت نوجوانی است که در سرقت‌ها دست داشته‌اند، بازی کرده‌است. در حالی که نقدهای این فیلم، حالتی ضد و نقیض داشته‌اند، ولی به تصویر کشیدن شخصیت نیکی توسط اما واتسون، کمتر مورد توجه آن‌ها بوده‌است. در همین حال، پرده سینماها در سال ۲۰۱۳ شاهد نقش‌آفرینی اما واتسون در قالب یک نقش مکمل در یک کمدی آخرالزمانی نیز بود. این فیلم، این پایان است نام دارد که در آن، بازیگرانی مانند سث روگن، جیمز فرانکو، اما واتسون و خیلی‌های دیگر یک نقش اغراق‌آمیز از خود را بازی کرده‌اند. وی در مورد حضور در این فیلم گفته‌است که نمی‌توانسته فرصت اولین کمدی‌اش را در کنار برخی از بهترین کمدین‌های سینما از دست بدهد.
در ژوئن ۲۰۱۲، مشخص شد که اما واتسون برای بازی در نقش ایلا در فیلم نوح به کارگردانی دارن آرونوفسکی انتخاب شده‌است. فیلم‌برداری این اثر از چند ماه بعد از انتخاب او آغاز شد و در مارس ۲۰۱۴ به اکران رسید.
یکی از فیلم‌های اما واتسون، بازگشت (به انگلیسی: رگرسیون) است که آلخاندرو آمنابار نویسندگی و کارگردانی آن بر عهده داشته‌است. زمان اکران آن برای سال ۲۰۱۵ در نظر گرفته شده بود. در این فیلم، اِما در نقش مقابل اتان هاوک قرار گرفت. کلونیا فیلم دیگر واتسون است که اکران آن هم در سال ۲۰۱۵ بود. واتسون همچنین در نقش بل در فیلم دیو و دلبر (۲۰۱۷) نیز نقش‌آفرینی کرده‌است. واتسون برای بازی در این فیلم پیشنهاد بازی در نقش میا در فیلم لا لا لند (۲۰۱۶) را رد کرد و این نقش به اما استون رسید. او در سال ۲۰۱۷ همراه تام هنکس در فیلم دایره ایفای نقش کرده‌است.

### فشن و مد
در سال ۲۰۰۵ میلادی، اِما کار مدلینگ خود را با گرفتن یک عکس برای [مجله تین ویگ] شروع کرد. او جوان‌ترین ستاره‌ای بود که بر روی جلد این مجله قرار می‌گرفت. سه سال بعد، خبرگزاری بریتیش پرس گزارش داد که قرار بوده‌است اما واتسون جایگزین کیرا نایتلی به عنوان چهره کانال فشن هاوس شود؛ ولی این موضوع توسط هر دو طرف رد شد. در ژوئن سال ۲۰۰۹، بعد از چند ماه که از شایعات می‌گذشت، اما واتسون تأیید کرد که برای مد پاییز و زمستانه بوربری با این شرکت همکاری خواهد کرد. اِما در شش حالت مختلف، مبلغی حدود ۸ میلیون پوند دریافت کرد. وی همچنین در مد بهاره و تابستانه بربری در ۲۰۱۰ در کنار برادرش، الکس واتسون و جورج کریگ (موزیسین) و نیز مت گیلمور و مکس هورد (مدل) ظاهر شد. در فوریه ۲۰۱۱، اما واتسون موفق به کسب عنوان استایل آیکون از بریتیش اله توسط دیم ویویان وستوود شد. در همین حال، کار وی در زمینه فشن و مد با انتخاب او به عنوان چهره لنکوم در مارس ۲۰۱۱ ادامه یافت.

## پروژهٔ جهانی قایم کردن کتاب
«اما واتسون» بازیگر فیلم‌های «هری پاتر» برای ترویج کتاب‌خوانی در ایستگاه‌های مترو و اماکن عمومی کتاب قایم کرد. این پروژه همزمان با روز جهانی زن (چهارشنبه ۸ مارس) در ۲۶ کشور اجرا شد.
به گزارش «بی.بی. سی»: «اما واتسون» که یک باشگاه کتاب‌خوانی به نام «خود مشترک ما» دارد، از سال ۲۰۱۲ پروژه «کتاب‌ها در زیرزمین» را راه‌اندازی کرد. او در وسایل نقلیه عمومی مخصوصاً ایستگاه‌های مترو، کتاب‌هایی را قایم می‌کند تا افرادی که آن‌ها را پیدا می‌کنند به رایگان آن‌ها را بخوانند.
این پروژه در ۲۶ کشور دنبال شده و حالا دیگر برنامه‌ای بین‌المللی است.
«واتسون» مردم را در سراسر جهان تشویق کرد تا کتاب را در مکانی عمومی قایم کنند تا افراد دیگر هم بتوانند به رایگان آن را بخوانند. این بازیگر پروژه «کتاب‌های در زیرزمین» را با عنوان «سیستم قرض دادن کتاب در کتابخانه عمومی» توصیف کرده و امیدوار است این کار به ترویج بیشتر کتاب‌خوانی و علاقه‌مند کردن مردم به مطالعه کمک کند.
روز پس از فراخوان «اما واتسون» افرادی از سنگاپور، ژاپن، هند، دبی، آمریکا، نیوزیلند، مجارستان و … عکس‌هایی را از کتاب‌هایی که در مکان‌های عمومی جا گذاشته‌اند، منتشر کردند.

## تحصیلات
بر اساس گفته خودش، وی در دوران مدرسه درس‌های تاریخ و هنر را بیشتر و ریاضی کمتر گرایش داشت. پس از مدرسه، واتسون یک سال برای فیلمبرداری هری پاتر و یادگاران مرگ که در فوریه ۲۰۰۹ آغاز می‌شد وقفه ای در تحصیل خود ایجاد کرد و گفته بود قصد ادامه تحصیلش را دارد و بعدها تأیید نمود که دانشگاه براون در پرویدنس رولد آیلند را انتخاب کرده‌است.
در مارس ۲۰۱۱ پس از ۱۸ ماه در دانشگاه، واتسون اعلام کرد که دوره درسی را برای " "به تعویق می‌اندازد.
اگرچه وی در کالج ورکستر آکسفورد طی سال تحصیلی ۲۰۱۱–۱۲ به عنوان دانشجو مهمان شرکت داشته بود.
در ۲۵ مه سال ۲۰۱۴ وی در رشته ادبیات انگلیسی با مدرک کارشناسی از دانشگاه براون فارغ‌التحصیل شد.

## فعال حقوق زنان
واتسون فعالیت‌های بسیاری در راستای ارتقای تحصیل دختران انجام داده‌است. در ژوئیه سال ۲۰۱۴ به عنوان سفیر حسن نیت زنان سازمان ملل انتخاب گردید؛ و در کمپین he for she فعالیت‌های بسیار زیادی انجام داده‌است.
در سال ۲۰۱۸ مبلغ ۱ میلیون پوند درجریان جنبش دیگر بس است برای جلوگیری از آزار و اذیت جنسی پرداخته‌است.

## فیلم‌شناسی

### فیلم
| سال  | عنوان                              | نقش                | توضیحات |
| ---- | ---------------------------------- | ------------------ | ------- |
| ۲۰۰۱ | هری پاتر و سنگ جادو                | هرماینی گرنجر      |         |
| ۲۰۰۲ | هری پاتر و تالار اسرار             | هرماینی گرنجر      |         |
| ۲۰۰۴ | هری پاتر و زندانی آزکابان          | هرماینی گرنجر      |         |
| ۲۰۰۵ | هری پاتر و جام آتش                 | هرماینی گرنجر      |         |
| ۲۰۰۷ | هری پاتر و محفل ققنوس              | هرماینی گرنجر      |         |
| ۲۰۰۸ | افسانه دسپرو                       | پرنسس پی           | صدا     |
| ۲۰۰۹ | هری پاتر و شاهزاده دورگه           | هرماینی گرنجر      |         |
| ۲۰۱۰ | هری پاتر و یادگاران مرگ – قسمت اول | هرماینی گرنجر      |         |
| ۲۰۱۱ | هری پاتر و یادگاران مرگ – قسمت دوم | هرماینی گرنجر      |         |
| ۲۰۱۱ | هفته‌ای که با مریلین گذراندم        | لوسی               |         |
| ۲۰۱۲ | مزایای گوشه‌گیر بودن                | سامانتا «سم» باتوم |         |
| ۲۰۱۳ | حلقه بلینگ                         | نیکی مور           |         |
| ۲۰۱۳ | این آخرشه                          | خودش               |         |
| ۲۰۱۴ | نوح                                | ایلا               |         |
| ۲۰۱۵ | کلنیا                              | لنا                |         |
| ۲۰۱۵ | بازگشت                             | آنجلا گِرِی          |         |
| ۲۰۱۷ | دیو و دلبر                         | بل                 |         |
| ۲۰۱۷ | دایره                              | ما هالند           |         |
| ۲۰۱۹ | زنان کوچک                          | مارگارت «مگ» مارچ  |         |

### تلویزیون
| سال  | عنوان                                       | نقش           | توضیحات                 |
| ---- | ------------------------------------------- | ------------- | ----------------------- |
| ۲۰۰۷ | کفش‌های باله                                 | پائولین فاسیل | فیلم تلویزیونی          |
| ۲۰۱۵ | جانشین دیبلی                                | رورند آیریس   | قسمت: «اسقف دیبلی»      |
| ۲۰۲۲ | بیستمین سالگرد هری پاتر: بازگشت به هاگوارتز | خودش          | ویژه برنامهٔ تجدید دیدار |

### موزیک ویدئو
| سال  | عنوان           | نقش  | هنرمند         |
| ---- | --------------- | ---- | -------------- |
| ۲۰۱۰ | «بگو نمی‌خواهیش» | خانم | وان نایت اونلی |

## جوایز
| سال  | سازمان                          | جایزه                                                           | فیلم                | نتیجه    |
| ---- | ------------------------------- | --------------------------------------------------------------- | ------------------- | -------- |
| ۲۰۰۲ | جایزه ساترن                     | بهترین بازیگر جوان                                              | هری پاتر و سنگ جادو | نامزدشده |
| ۲۰۰۲ | جوایز انجمن منتقدین فیلم فونیکس | بهترین اجرای جوان                                               | هری پاتر و سنگ جادو | نامزدشده |
| ۲۰۰۲ | جوایز امپایر                    | بهترین ورود، مشترک با دنیل رادکلیف و روپرت گرینت                | هری پاتر و سنگ جادو | نامزدشده |
| ۲۰۰۲ | جوایز هنرمند جوان               | بهترین اجرا در یک فیلم سینمایی - نقش اول زن جوان                | هری پاتر و سنگ جادو | برنده    |
| ۲۰۰۲ | جوایز هنرمند جوان               | بهترین اجرای جمعی در یک فیلم (مشترک با روپرت گرینت و تام فلتون) | هری پاتر و سنگ جادو | نامزدشده |
| ۲۰۰۳ | جوایز انجمن منتقدین فیلم فونیکس | بهترین اجرای جمعی                                               | هری پاتر و سنگ جادو | نامزدشده |
| ۲۰۰۳ | جوایز انجمن منتقدین فیلم فونیکس | بهترین اجرای بازیگر زن جوان در نقش اول یا مکمل                  | هری پاتر و سنگ جادو | برنده    |